# バウアー (小惑星)
バウアーまたはバウワー (1639 Bower) は、小惑星帯にあるC型小惑星の一つ。かなり小規模な小惑星族を代表する小惑星とされている。
シルヴァン・アランがベルギー王立天文台で発見した。アメリカ人の数学者兼天文学者、アーネスト・バウアーに因んで名付けられた。